# Ričak
Ričak (šupljica;lat. Myagrum), monotipski biljni rod iz porodice kupusovki raširen po dijelovima Europe, Kavkaza  i zapadne Azije. Uvezena je u razne države diljem svijeta
Jedina vrsta je jednogodišnja biljka M. perfoliatum, u Hrvatskoj gdje također raste rod se naziva ričak, dok je ime vrste prorašteni ričak.

## Opis
Naraste do 1 metar visine. Stabljika je voštana, plavozelena, uspravna, veoma razgranata. Cvjetovi su skupljeni, blijedožuti, promjera 2-4 mm s četiri latice. Listovi su voštani, modrozeleni i bez dlačica, nemaju lisne peteljke. Kotiledoni su široki.

## Galerija
- M. perfoliatum
- M. perfoliatum
- M. perfoliatum